# Trimeresurus cantori
Espèce
Synonymes
- Trigonocephalus cantori Blyth, 1846
- Cryptelytrops cantori (Blyth, 1846)

Trimeresurus cantori est une espèce de serpents de la famille des Viperidae. 

## Répartition
Cette espèce est endémique des îles Nicobar en Inde.

## Description
C'est un serpent venimeux.

## Étymologie
Cette espèce est nommée en l'honneur de Theodore Edward Cantor.

## Publication originale
- Blyth, 1846 : Notes on the Fauna of the Nicobar Islands. Journal of the Asiatic Society of Bengal, vol. 15, p. 367-379 (texte intégral).